# مليحة السودان (جهاد)
مليحة السودان (بالفارسية: ملیحه سع دون) هي قرية تقع في إيران في قسم جهاد الريفي. يقدر عدد سكانها بـ 285 نسمة بحسب إحصاء 2016.